# 下呂町立中山小学校久野川分校
下呂町立中山小学校久野川分校（げろちょうりつ なかやましょうがっこう　くのがわぶんこう）は、かつて岐阜県益田郡下呂町に存在した公立小学校の分校。

## 概要
- 中山小学校の分校であった。校区は下呂町久野川（現・下呂市久野川）であった。1969年、中山小学校、和佐小学校と統合し、中原小学校の新設により廃校。
- 校区の久野川は旧・上原村の地区であり、元は和川小学校の分校であったが、下呂町発足後の校区変更により、和川小学校から中山小学校に移管された。

## 沿革
- 1873年（明治6年）12月 - 久野川村に門和佐学校久野川支校が開校。阿弥陀堂を仮校舎とする。
- 1874年（明治7年） - 白山神社[注釈 2]を仮校舎とする。
- 1875年（明治8年） - 久野川村、夏焼村、蛇之尾村、田口村、門和佐村、門原村、保井戸村、火打村、和佐村、瀬戸村、三ツ渕村、福来村、中津原村、大船渡村、中切村、下原町村、渡村が合併し、下原村となる。
- 1876年（明治9年） - 白山神社の隣接地に校舎を新築。同時に独立し、久野川小学校となる。
- 1883年（明治16年） - 下原村が分割され、久野川・夏焼・蛇之尾・田口・門和佐で上原村が発足。
- 1886年（明治19年） - 久野川簡易科小学校に改称する。
- 1891年（明治24年）
  - 5月 - 火災により校舎を全焼する。
  - 12月 - 校舎を再建する。
- 1893年（明治26年） - 久野川尋常小学校に改称する。
- 1908年（明治41年） - 夏焼尋常小学校に統合され、久野川分教場となる。
- 1918年（大正7年）2月 - 農業補習学校久野川分教場を併設する。
- 1941年（昭和16年）4月1日 - 和川国民学校久野川分教場に改称する。
- 1947年（昭和22年）4月1日 - 上原村立和川小学校久野川分校に改称する。
- 1955年（昭和30年）4月1日 - 下呂町、竹原村、上原村、中原村が合併し、下呂町が発足。同時に下呂町立和川小学校久野川分校に改称する。
- 1958年（昭和33年） - 久野川地区が小学校を選択できる自由学区となり、久野川地区の児童は中山小学校または和川小学校久野川分校への通学となる。
- 1959年（昭和34年）4月 - 校区変更により、和川小学校久野川分校は中山小学校に移管され、下呂町立中山小学校久野川分校となる。
- 1969年（昭和44年）3月 - 統合により廃校。